# موريس بوولنجر
موريس بوولنجر هو منافس ألعاب قوى بلجيكي، (و. 1909  م).

## وصلات خارجية
- موريس بوولنجر على موقع أوليمبيديا (الإنجليزية)